# 유하 (한회근후)
유하(劉賀, ? ~ 기원전 53년)는 전한 후기의 제후로, 조경숙왕의 증손이다.

## 행적
후원 원년(기원전 88년), 아버지 유혜의 뒤를 이어 한회후(邯會侯)에 봉해졌다.
감로 원년(기원전 53년)에 죽으니 시호를 근(勤)이라 하였고, 작위는 아들 유장이 이었다.

## 출전
- 반고, 《한서》 권15상 왕자후표 上

| 선대 아버지 한회애후 유혜 | 전한의 한회후 기원전 88년 ~ 기원전 53년 | 후대 아들 한회원후 유장 |